# Photoscotosia diochoticha
Photoscotosia diochoticha là một loài bướm đêm trong họ Geometridae.